# ثلاثاء البصخة
الثلاثاء المقدس أو الثلاثاء العظيم المقدس أو ثلاثاء البصخة (باليونانية: Μεγάλη Τρίτη 
، Megali Triti) هو يوم الثلاثاء من الأسبوع المقدس، الذي يسبق ذكرى قيامة يسوع.

## المسيحية الغربية
في الكنيسة الكاثوليكية الرومانية، تتمثل الطقوس في قراءة Isaiah 49:1-6 ؛ Psalm 71:1-6 ، 71:15 ، 71:17 ، 1 Corinthians 1:18-31 ؛ John 13:21-33 ، 13:36-38 .
في الكتاب المقدس المنقح المشترك، والذي تستخدمه الشركة الانجليكانية، والكنائس الميثودية، والكنائس اللوثرية، والكنائس الكاثوليكية القديمة وبعض الكنائس البروتستانتية،  دروس الكتاب المقدس هي Isaiah 49:1-7 (القراءة الأولى)، 71:1-14 (مزمور)، 1 Corinthians 1:18-31 (القراءة الثانية)، و 12:20-36 (قراءة الإنجيل).

في الاستخدام الميثودي التقليدي، يوفر كتاب العبادة للكنيسة والمنزل (1965) المجموعة التالية ليوم الثلاثاء المقدس: 

## المسيحية الشرقية

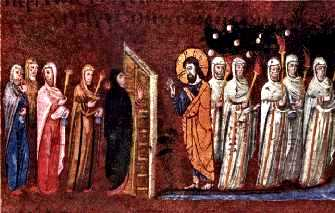
العذارى الحكيمة والاحمق (من إنجيل روسانو).

في الكنيسة الأرثوذكسية الشرقية، والكنيسة الرسولية الأرمنية وتلك الكنائس الكاثوليكية الشرقية التي تتبع الطقوس البيزنطية، ويشار إلى هذا اليوم باسم الثلاثاء العظيم أو الثلاثاء العظيم . في هذا اليوم، تحتفل الكنيسة بذكرى العذارى العشر (Matthew 25:1-13)، التي تشكل أحد موضوعات الأيام الثلاثة الأولى من الأسبوع المقدس، بتعليمها عن اليقظة، والمسيح كعريس. تُستخدم حجرة العرس كرمز ليس فقط لقبر المسيح، ولكن أيضًا للحالة المباركة للمخلصين في يوم القيامة. تم تطوير موضوع حكاية المواهب (Matthew 25:14-30) في تراتيل هذا اليوم.
يبدأ اليوم بالطقوس مع صلاة الغروب بعد ظهر يوم الإثنين العظيم، مع تكرار نفس اللحن الليتورجي القصير (التراتيل) من الليلة السابقة. في Great Compline ، تم ترديد الصمام الثلاثي (الكنسي المكون من ثلاثة أوديس)، كتبه القديس أندرو من جزيرة كريت.
تُعرف خدمة Matins من الاثنين إلى الأربعاء من الأسبوع المقدس باسم " خدمة العريس" أو «صلاة العريس»، بسبب موضوعهم في المسيح كعروس للكنيسة، وهو موضوع تم التعبير عنه بشكل مؤثر في التروبيون الذي رُوِّع رسمياً خلاله. في هذه الأيام، وهو رمز يتم وضع «المسيح العريس» على analogion في وسط المعبد، يصور يسوع يرتدي الأرجواني رداء من السخرية وتوج مع تاج من الشوك (انظر وثائق العاطفة). غالبًا ما يتم هتاف خدمات Matins هذه في المساء قبل حضور المزيد من المؤمنين. إن إنجيل Matins الذي قرأ في هذا اليوم هو من إنجيل متى 22:15-23:39 .
تنقسم الأناجيل الأربعة وتُقرأ بالكامل في الساعات الصغيرة (الساعة الثالثة والساعة السادسة والساعة التاسعة) خلال الأيام الثلاثة الأولى من الأسبوع المقدس، وتوقف في John 13:31 . هناك طرق مختلفة لتقسيم الأناجيل، ولكن ما يلي هو الممارسة الأكثر شيوعًا: 
الثلاثاء العظيم
- الساعة الثالثة - النصف الثاني من مارك
- الساعة السادسة - الثلث الأول من لوقا
- الساعة التاسعة - الثلث الثاني من لوقا

في الساعة السادسة هناك قراءة من كتاب حزقيال 1:21-2:1
في القداس من الهدايا Presanctified ، وبعض من stichera من صلوات الفجر في الليلة السابقة (يشيد و Aposticha تتكرر) في الرب، ولقد بكى (انظر صلاة الغروب). هناك قراءتان للعهد القديم: Exodus 2:5-10 و Job 1:13-22 . لا توجد قراءة رسالة بولس الرسول، ولكن هناك قراءة إنجيل من Matthew 24:36-26:2 .

## روابط خارجية
- الثلاثاء العظيم والقدس أيقونة الأرثوذكسية وsynaxarion
- قراءة كتابية ليوم الثلاثاء في الأسبوع المقدس نسخة محفوظة 28 فبراير 2009 على موقع واي باك مشين. من مكتب القراءات (الروم الكاثوليك)
- الثلاثاء في Holy Week Online الموارد الليتورجية